# آندری لیاپچف
آندری لیاپچف (بلغاری: Андрей Тасев Ляпчев (Tърпов)؛ ۳۰ نوامبر ۱۸۶۶ – ۶ نوامبر ۱۹۳۳) یک دیپلمات اهل بلغارستان بود.